# Timotei
Sf. Timotei  a fost un episcop creștin în secolul I, ucenic și colaborator al Apostolului Pavel.
Timotei,  originar din Lystra (Turcia de azi), a fost fiul unui tată păgân și al unei mame evreice (Eunice). Timotei a fost convertit la credința creștină de către Apostolul Pavel, în timpul primei lui călătorii misionare și a devenit colaboratorul său cel mai fidel. A rămas cu Pavel și în timp ce acesta era în închisoare la Roma. După o veche tradiție, Timotei a fost primul episcop al Efesului.
Lui Timotei i-ar fi fost adresate două dintre epistolele pastorale, 1 Timotei și 2 Timotei.
Sf. Timotei și Tit sunt sărbătoriți în Biserica Catolică la 26 ianuarie; sf. Timotei este sărbătorit în Biserica Ortodoxă la 22 ianuarie.

## Legături externe
- Viețile sfinților (profamilia.ro) Arhivat în 22 octombrie 2007, la Wayback Machine. - Sf. Timotei
- en  Enciclopedia catolică (newadvent.org)
- en  Forumul comunității catolice (catholic-forum.com) - Sf. Timotei
- it  Sfinți și fericiți (santiebeati.it) - Sf. Timotei
- es  Viețile sfinților (corazones.org)